# Lőkösháza
Lőkösháza (románul: Locoșhaza vagy Leucușhaz) község Békés vármegyében, a román határ mellett, a megye délkeleti részén a Gyulai járásban.

## Fekvése
A vármegye délkeleti szélén fekszik, Elek városától 14 kilométerre délre; további szomszédai az ország határain belül: északnyugat felől Nagykamarás, nyugat felől pedig Kevermes; ez utóbbi a legközelebbi szomszédja is egyben. Keleti és déli irányból egyaránt romániai, Arad megyéhez tartozó települések, településrészek (Székudvar, Mácsa és Kürtös településekhez tartozó külterületek) határolják.

### Megközelítése
Közúton a település csak mellékutakon közelíthető meg, mivel a térséget feltáró főutak nagyrészt messze elkerülik. Gyula és Elek, illetve Battonya felől Lőkösháza a 4444-es úton érhető el, Dombiratossal és Kunágotával pedig egy másik alsóbbrendű útvonal, a 4438-as út köti össze.
A vasúti közlekedés szempontjából ellenben Lőkösháza kifejezetten súlyponti településnek számít: a MÁV 120-as számú (Budapest–Szolnok–Békéscsaba–Lőkösháza-vasútvonala (amely továbbvezet az Arad–Bukarest–Szófia–Isztambul útvonalon) itt lépi át a magyar-román államhatárt, ennélfogva Lőkösháza vasútállomás a vonal utolsó magyarországi állomása és vasúti határátkelőhelye. Az állomás közúti elérését a 4444-es útból kiágazó 44 344-es számú mellékút biztosítja.
Korábban legközelebbi szomszédjával, Kevermessel is összekötötte egy keskeny nyomközű vasút, amit azonban már rég megszüntettek.

## Története
A középkorban már falu állt a környéken (pontos helye nem ismert), melyet 1418-ban említenek először. Ekkor a gyulai uradalomhoz tartozott. Neve a Lőrinc névből származik.
1949-ig Elek külterülete volt, ekkor vált önálló községgé.

## Közélete

### Polgármesterei
| Polgármester | Polgármester                 | Polgármester            |                                                                            |
| ------------ | ---------------------------- | ----------------------- | -------------------------------------------------------------------------- |
| 1990–1994    | Germán Géza                  | független               |                                                                            |
| 1994–1998    | Germán Géza                  | független               |                                                                            |
| 1998–2002    | Germán Géza                  | független               |                                                                            |
| 2002–2006    | Germán Géza                  | független               |                                                                            |
| 2006–2008    | Germán Géza                  | független               | hivatalában elhunyt                                                        |
| 2008–2009    | Dr. Tarr Lajos               | független               | Időközi választás: 2008. április 6. a képviselő-testület feloszlatta magát |
| 2010–2010    | Dr. Tarr Lajos               | Fidesz-KDNP             | Időközi választás: 2009. november 8.                                       |
| 2010–2014    | Szűcsné Gergely Györgyi Edit | független               |                                                                            |
| 2014–2019    | Szűcsné Gergely Györgyi Edit | független               |                                                                            |
| 2019–2024    | Szűcsné Gergely Györgyi Edit | független               |                                                                            |
| 2024–        | Szűcsné Gergely Györgyi Edit | Nemzeti Fórum Egyesület |                                                                            |

## Népesség
A település népességének változása:
| Lakosok száma | 1835 | 1834 | 1663 | 1573 | 1497 | 1500 | 1430 |
|               | 2013 | 2014 | 2019 | 2021 | 2022 | 2023 | 2024 |

2001-ben a település lakosságának 97%-a magyar, 2%-a cigány, 1%-a román nemzetiségűnek vallotta magát.
A 2011-es népszámlálás során a lakosok 87,7%-a magyarnak, 5,6% cigánynak, 0,5% németnek, 4,8% románnak, 0,3% szlováknak mondta magát (12,2% nem nyilatkozott; a kettős identitások miatt a végösszeg nagyobb lehet 100%-nál). A vallási megoszlás a következő volt: római katolikus 41,9%, református 2,8%, evangélikus 0,6%, görögkatolikus 0,4%, felekezeten kívüli 30,4% (21,8% nem nyilatkozott).
A 2022-es népszámlálás során a lakosok  85,9%-a magyarnak, 5,6% románnak, 4,4% cigánynak, 0,2% németnek, mondta magát (11% nem nyilatkozott ; a kettős identitások miatt a végösszeg nagyobb lehet 100%-nál). A vallási megoszlás a következő volt: római katolikus 23,7%, református 1,5%, görögkatolikus 0,7%, evangélikus 0,7%, ortodox 0,6, más felekezetek 1,4% felekezethez nem tartozó 29,5% (40,7% nem nyilatkozott).

## Nevezetességei
- Vásárhelyi–Bréda-kastély

A Vásárhelyi János Arad vármegyei alispán által egy kisebb homokdombra 1810-ben építtetett, s azóta részben átalakított empire stílusú Vásárhelyi-Bréda-kastély, a vicenzai Villa Capra Rotonda utánérzése. Az 1948-as lakosságcsere alatt a komornyik, nevezett Leszkó és a felesége a kastélyban található valamennyi értéktárgyat ellopva, valósággal kifosztották a kastélyt. A fellelhető vasúti szállítójegyzékek alapján, csak az "egyéb vagyontárgyak" 6 azaz hat vagonnyi mennyiséget foglaltak magukban. Később a hátramaradt Leszkó rokonok a még mozdítható "értékeket" (mestergerendák az istállók födémzetéből és más hasonló értéktárgyak) is kivitték magukkal Csehszlovákiába.
Az azóta eltelt időben a kastélynak a Bánkúti Állami Gazdaság majd a Mezőhegyesi Mezőgazdasági Kombinát volt a tulajdonosa és irodaházként működött. Miután eladták a kevermesi termelőszövetkezetnek és ezt követően több tulajdonosa is volt, állapota teljesen leromlott. A környező kastélyparkot kivágták. Néhány fa még maradt. A hajdani 20-25 évvel ezelőtti környezetnek szinte nyoma sem maradt.
A kastélyt 2011-12-ben helyreállították, 2013 nyarán nyitotta meg kapuit a látogatók előtt.
- 2007. október 13-án Kiss-Rigó László szeged-csanádi megyés püspök, Szujó Antal kevermesi plébános és Germán Géza akkori polgármester földbe helyezte azt a – relikviákkal teli – alapkövet, mely egy 100 férőhelyes, a Fátimai Szent Szűz Máriáról elnevezett templom későbbi helyét jelöli.[16]

A templom építési munkálatai 2008 augusztusában kezdődtek és 2009 májusában fejeződtek be. Az épületet 2009. augusztus 22-én a Fátimai Szent Szűz tiszteletére szentelték fel.

## Testvértelepülése
- Kisiratos, Románia